# Kisaura pectinata
Kisaura pectinata är en nattsländeart som först beskrevs av Ross 1956.  Kisaura pectinata ingår i släktet Kisaura och familjen stengömmenattsländor. Inga underarter finns listade i Catalogue of Life.